# Paraepepeotes szetschuanicus
Paraepepeotes szetschuanicus är en skalbaggsart som beskrevs av Stefan von Breuning 1969. Paraepepeotes szetschuanicus ingår i släktet Paraepepeotes och familjen långhorningar. Inga underarter finns listade i Catalogue of Life.